# テット&スカーラ
テット&スカーラ（てっとあんどすかーら）は、京都府京都市にある京都駅駅ビルの公式マスコットキャラクターの名称。

## 概要
1997年(平成9年)、四代目京都駅の駅舎完成と共に誕生した併設駅ビル「京都駅ビル」の店舗会とJR西日本、JR西日本関係会社複数社の共同企画として「駅ビルのマスコットキャラクターを草案する」事がきっかけとなり、同年春から企画立案し、1998年(平成10年)初夏に初公開されたマスコットが「テット&スカーラ」である。
1998年夏のマスコットデザイン画の公開後、キャラクター(着ぐるみ)のデビューは同年11月「京都駅ビル秋のイベント」で土日グリーティングを開催。マスコットデザイン公開当初のネームはレディーファーストを意識した結果「スカーラ＆テット」だったが1999年に「テット&スカーラ」の呼称が定着し、以後、その呼称で現在に至る。京都駅内の室町小路広場にかつて設置・稼働していた大型オブジェ(初代テット&スカーラ2体のフィギュアが定期的に楽器を演奏する物)のサインプレートは「遊ぼう!京都駅ビル スカーラ&テット」の呼称銘板が掲げられていた。着ぐるみ(のテット&スカーラ)は1998年冬のクリスマスグリーティングを開催するなど、季節に応じたイベントにレギュラー出演を続けた。
その後、2000年から2002年春まで季節毎に京都駅ビルを含めた構内や駅前広場各所でキャラクターグリーティング出演やオリジナルキャラクターショーを継続公演したが、2002年春で一旦活動を休止し、同年5月「京都駅ビル・ゴールデンウィークこどもまつり」で公演されたテット&スカーラ旅の唄コンサートを最後に事実上の活動休止期間に入った。2016年春から「マスコットキャラクター誕生20周年記念～新生テット&スカーラ」企画事業が立ち上げられ、2017年1月初頭の報道記者会見とプレス発表を経て正式に「二代目テット＆スカーラ」が誕生し活動を再開。(※2016年12月31日京都駅ビルで行われた「カウントダウンイベント」に顔見世で「翌年に復活するテット&スカーラ」としてプレ出演)
以後、2020年まで京都駅ビルと構内周辺で定期的なキャラクターグリーティング活動を続け、新型コロナウイルス蔓延による一連の緊急事態宣言下は安全を考慮し活動を自粛したが2023年5月、約三年半ぶりに活動再開し現在も現役で活躍を続けている。
"テット"と"スカーラ"の名前はイタリア語の「屋根」と「階段」に由来する。
2002年まで活躍した初代テット＆スカーラには友達のキャラクターで鴨の「ダッキー」とタヌキの「ケイジー」が存在し、彼ら2体のキャラクターは開催された日曜キャラクターグリーティングと定期公演ショーにのみセミレギュラー出演をしていた。
2017年に誕生した「新生テット&スカーラ」はデザイン原案を"ゆるキャラ風"にアレンジしてリファインした物であるが、実際は「ゆるキャラ」ではなく"マスコットキャラクター"である。
新生テット&スカーラは現在まで定期公演レギュラーショーは公演されていないが、グリーティングは不定期開催を続け活躍中。 。

### 補足
1998年秋にテットとスカーラ二体のマスコットキャラクターが完成披露され、当初の彼らの取り組みは京都駅ビルの広報促進活動に主眼と力点が置かれ、土日開催の定期的なグリーテイングのみに出演する形で活動。1999年にマスコットキャラクターの活動に於ける根本的議論が成され、一旦は活動縮小も想定されたが1999年春から活動の為の企画を一新し、土日祝日開催の定期グリーテイングと合わせる形式でレギュラーショー("テット&スカーラ 旅のうたコンサート"など)の公演を開始。同時に「遊ぼう！京都駅ビル」(広報誌/JR西日本管内各駅で無料配布)に登場する形でテット&スカーラはキャラクターとしての広報を継続して行いながら、2002年春「京都駅ビル誕生5周年記念」までの間、活動を続けた。初代テット&スカーラの活動は、単なるマスコットキャラクターの登場(出演)範疇にとどまらず、JR西日本管内に於けるマナー啓発活動や関西・近畿地方に於ける幼稚園・保育園などへのキャラクター訪問活動を通じて、地元に愛されるマスコットキャラクターと駅と駅ビルを周知する役割を担った。それらの幅広いマスコットキャラクター広報活動は2000年 - 2002年当時でも類を見ない文化的な活動であり、地道な活動が運輸公共施設に対してもたらした社会的な功績も大きかった。然しながら、前出の通り2002年「京都駅ビル誕生5周年」をもって初代テット&スカーラの活動は一旦終了し、「二代目・新生テット&スカーラ」の誕生までの間、実に15年間の長きに亘って京都駅ビルマスコットキャラクターは不在であった。二代目・新生テット&スカーラ誕生復活の経緯は様々であるが、主な理由としては2017年が初代テット&スカーラが誕生した1997年から20周年の記念すべき年であった事や、過去のテット&スカーラに於ける前出の広報活動・マナー啓発活動などの社会的・文化的な活動再開を通じてJR西日本と京都駅ビルに関する親近感を醸成したいとの思惑からマスコットキャラクターの復活事業に繋がった。

## 歴史
初代テット&スカーラ(1997年 - 2002年)
- 1997年：四代目京都駅駅舎完成、京都駅ビルマスコットキャラクター共同企画発案 (JR西日本を含む4社共同企画)
- 1998年夏：京都駅ビルマスコットキャラクター『スカーラ&テット』初公開、常設大型オブジェ設置・公開
- 1998年秋：「テット&スカーラのテーマ」主題歌完成 (作詞・作曲・唄：リピート山中)
- 1998年11月：テット&スカーラ(初代)キャラクター(着ぐるみ)デビュー、土日グリーティング「ハッピータイム」を開催 (※レギュラーグリーティング開始)
- 1998年冬：クリスマスグリーティング、クリスマスイベント開催
- 1999年春：「テット&スカーラ 旅のうたショー」公演 (※レギュラー初公演ショー)
- 2000年春：「テット&スカーラ 旅のうたコンサート2000春」公演
- 2000年4月：JR西日本マナーキャンペーン「広報活動キャラクター」として京都府・大阪府・兵庫県の幼稚園を訪問
- 2000年4月：京都駅ビル開業3周年記念式典に参加、一日駅長を担い「ミステリー列車」発車式典に参加
- 2000年夏：「テット&スカーラ 夏休みアドベンチャー」公演
- 2000年秋：「テット&スカーラ マジカルアドベンチャー2000」公演
- 2000年10月：JR西日本マナーキャンペーン2「えきとでんしゃ/マナーキャンペーン」広報活動に参加
- 2000年秋 - 冬：「京都駅ビル グルメフェア2000」開催 (テット&スカーラオリジナルソング初公開)
- 2000年冬：「クリスマス点灯式」出演、「テット&スカーラのクリスマス ～サンタクロースがやってくる」公演
- 2001年春：「テット&スカーラ ミステリーアドベンチャー マスコット王国の伝説」公演
- 2001年4月：JR西日本マナーキャンペーン3「えきとでんしゃ/マナーキャンペーン」広報活動に参加、京都府・大阪府の幼稚園と保育園を訪問
- 2001年8月：「テット&スカーラ 夏のコンサート 旅のうた」公演
- 2001年9月：「京都プチやんちゃフェスタ2001」テット&スカーラJR西日本マナーキャンペーン出演
- 2001年9月：「京都駅ビル フェスタイタリアーナ」テット&スカーラ「ハッピータイム」出演
- 2002年春：「テット&スカーラ 春のグリーティング」出演 (※レギュラーグリーティング最終)
- 2002年5月：JR西日本マナーキャンペーン4「テットとスカーラのおやくそく！/マナーキャンペーン」広報活動キャラクターとして活躍
- 2002年5月：「テット&スカーラ 旅のうたコンサート(2002年版)」公演 (※レギュラー定期ショー最終)
- 2002年6月 - 2016年3月：テット&スカーラ(初代)活動休止

二代目テット&スカーラ(2016年 - 現在)
- 2016年春：「マスコット誕生20周年記念～新生テット&スカーラ」企画事業立案
- 2016年末：京都駅ビルカウントダウンイベントに「新生テット&スカーラ」出演、翌年記者会見の予定を発表
- 2017年1月：新テット&スカーラ(二代目)報道記者発表＆記者会見開催
- 2017年2月：新テット&スカーラ、グリーティング活動開始
- 2017年3月：ケーブルテレビ局制作番組に出演
- 2017年4月：新テット&スカーラ テーマソング公開 (作詞・作曲・編曲：リピート山中、唄：うちやえゆか)
- 2017年11月：下京消防署共催「梅小路キッズアートキャンパス2017」の防火キャンペーンに参加
- 2018年3月：京都駅ビル内「京都拉麺小路」来館者1500万人達成祝典に参加
- 2018年3月：京都駅ビル大運動会「ワンぱくステーション」に参加
- 2018年5月：ゴールデンウイーク「京都駅ビルGWイベント」出演 (新テット&スカーラ、うちやえゆか 共演)
- 2018年6月：京都タワー開業記念「たわわちゃん おたんじょうBeパーティー」に参加
- 2018年 - 2019年：通常定期グリーテイング開催(JR京都駅駅前広場などにて)
- 2019年4月：「京都駅ビルKIDS DAY 2019」に参加
- 2019年10月：「京都・梅小路 ご当地キャラパレード2019」に参加
- 2019年10月：「京都駅ビルハロウィン2019」に参加
- 2020年1月 - 11月：新型コロナウイルス蔓延による影響を考慮し活動を休止
- 2020年12月：「梅小路キッズアートキャンパス」に於いて "テット&スカーラ オンラインダンスレッスン"を開催
- 2021年1月 - 12月：政府による新型コロナウイルス緊急事態宣言を受けて活動を休止
- 2022年1月 - 12月：新型コロナウイルス蔓延拡大防止のため、活動を休止
- 2023年1月 - 4月：新型コロナウイルス蔓延拡大防止のため、活動を休止
- 2023年5月：「京ENプロジェクト～KIDS DAY in京都駅ビル」に於いて約三年半ぶりにグリーテイングを行い活動を再開

※ 以上、出典『イベントプランニング』1999年5月号、及び『遊ぼう!京都駅ビル』2000年春号 2頁 - 4頁

### 補足
新生 二代目テット&スカーラ(2016年 - )プロジェクト スタッフ
- 企画立案：2016年4月
- 企画：JR西日本コミュニケーションズ、京都駅ビル開発株式会社、京都駅ビルサービス (三社共同企画)
- 制作協力：JR西日本、コアエンタ、ぴょんぴょん(クオラス)
- 制作：京都駅ビル株式会社、京都駅ビルサービス

※「新生 二代目テット&スカーラ」(テット&スカーラ誕生20周年記念Ver.)の企画制作スタッフは以上の関係者が携わった。企画立案は2016年4月で同年夏に新生版キャラクターデザインを決定、同年末にプレデビューし2017年1月初頭に報道向け会見等を行った。

## マスコットキャラクター
- テット(Tetto)：

生まれは京都府京都市伏見区、伏見稲荷大社の近く。
名前の由来はイタリア語の「屋根」で、四代目京都駅駅舎の大屋根にちなんでいる。
性格は元気でお茶目でおっちょこちょい。だが正義感は人一倍あり、好奇心もある。
食欲旺盛なアウトドア少年で、花や野山を愛好する「かわいい男の子」であるが、
後に仲間になったケイジーとしばしばリーダー争いをする。だが最終的にスカーラに物事をまとめられる。
過去のショー演目に於いて、自分が育てた植木鉢の花が突然消えてしまった事に驚き、
それらを捜しまわる内に京都駅ビルでスカーラと出会った事がスカーラとの出会いのきっかけ。
好きな食べ物は、過去のテットは「きつねうどん」で現在は「ラーメン」。
京都駅の好きな場所は「大階段」。口ぐせは「ボク」、「ヤッホーィ!!」等で、標準語で話す。
- スカーラ(Scala)：

生まれは京都府舞鶴市桃山町、東鶴舞駅の近く。
名前の由来はイタリア語の「階段」で、四代目京都駅駅舎の大階段にちなんでいる。
性格は元気で明るく、物事をまとめるしっかり者でおしゃれさん。後に仲間となったダッキーとケイジーの間を
取り持つ、みんなの仲間。ダンスや踊りが好きで、テットと同様に花や緑を愛好している。
テットとの出会いは、彼が大切に育てた植木鉢とお花が消えてしまい、それを共に探す事で
彼と深い友達になったのがきっかけ。
好きな食べ物は過去は「イタリア料理」と「和食」で現在は「甘味類」。
好きな物は過去は「お花」や「野山と緑」で現在は「イルミネーション」。
好きな場所は過去は「駅前広場と室町小路広場」で現在は「東広場」。口ぐせは「よろしくネ！」等で、標準語で話す。
- ダッキー(Ducky)：

生まれは京都府内の「鴨川」で、JR奈良線、東福寺駅の近く。西暦2000年からテット&スカーラの仲間になった。
名前の由来は「鴨」で、京都府内を南北に流れる「鴨川」にちなんでいる。
性格は冷静で落ち着いている「少年」。正義感も強く、好奇心旺盛。メガネとハンチング帽が好き。
過去のショー演目で、テットが育てた植木鉢とお花を探し当てた「見事な推理」が得意。
好きな食べ物は「ラーメン」。京都駅の好きな場所は「駅前広場」。
過去、日曜日と祝日だけ公演された「日曜グリーティング」にのみ出演する謎のキャラクター的な立ち位置だったが、
後にレギュラーショーにも登場し、テット&スカーラ、ケイジーと共に4体で活躍した。
口ぐせは語尾に「～カモカモー！」と話すのが特徴で、標準語で話す。
- ケイジー(Keiji)：

生まれは京都府内、「俺様の土地やっちゅーねん」の場所の生まれ。
西暦2000年からテット&スカーラの仲間になった。
名前の由来は「謎」で、タヌキの容姿だが「俺様」、「愛すべきワシやっちゅーねん」等と呼称する、とぼけたキャラクター。
性格は明るいがおっちょこちょいで喧嘩っ早い。スカーラに頭が上がらないのが特徴。
すぐにリーダーを気取るが、結局はスカーラが物事をまとめるのがお約束だった。
過去のショー演目で、テットが育てた植木鉢とお花を探すダッキーたちと出会ったのが出会いのきっかけ。
好きな食べ物は「うどん類」。京都駅の好きな場所は「駅前広場」。
過去、日曜日と祝日だけ公演された「日曜グリーティング」にのみ出演する謎のキャラクター的な立ち位置だったが、
後にレギュラーショーにも登場し、テット&スカーラ、ダッキーと共に4体で活躍した。
口ぐせは「俺様」、「リーダー」、「～やっちゅーねん」等だが、別に柄が悪い訳ではない。メンバーの中で唯一、関西弁で話すのが特徴。
※出典：、

## 主題歌
『京都駅ビル公式マスコットキャラクター テット&スカーラ』として以下の楽曲が製作された。
初代テット&スカーラ (1997年 - 2002年)
- 「テット&スカーラのテーマ」(リピート山中 歌唱版・原曲)
  - 作詞・作曲・編曲：リピート山中
  - 歌：リピート山中

- 「テット&スカーラのテーマ」(小林ゆかり・小川時代 歌唱版)
  - 作詞・作曲・編曲：リピート山中
  - 歌：小林ゆかり、小川時代

※上記二曲の内、リピート山中歌唱版は「未公開」で、小林ゆかり・小川時代歌唱版は1999年のみ公開された。
- 「テット&スカーラのテーマ」(初代テット&スカーラ 歌唱版■)
  - 作詞・作曲・編曲：リピート山中
  - 歌：小川時代、松山薫

※本楽曲のみ、京都駅ビル内大階段「グラフィカルイルミネーション/グラフィカルイルミネーションPlus」のバックミュージックとして現在も一部聴く事が出来る。
- 「グルグルグルメ世界の旅」(初代テット&スカーラ 歌唱版/CM用)
  - 作詞：村瀬潔
  - 作曲・編曲：リピート山中
  - 歌：小林ゆかり、小川時代

- 「グルグルグルメ日本の旅 駅弁の旅」(初代テット&スカーラ 歌唱版■Cパターン)
  - 作詞：村瀬潔
  - 作曲・編曲：リピート山中
  - 歌：小林ゆかり(Aパターン/Cパターン)、松山薫(Bパターン/Cパターン)、小川時代(A/B/C共通)、成金屋清富(Cパターン)※A/Bパターンは未公開。
  - コーラスと台詞：小林ゆかり、小川時代、松山薫、成金屋清富

- 「テット&スカーラのハッピーバースデーソング」(初代テット&スカーラ 歌唱版■)
  - 作詞：村瀬潔
  - 作曲：リピート山中
  - 歌：小川時代、松山薫、小林ゆかり、成金屋清富
  - コーラスと台詞：小川時代、松山薫、小林ゆかり、成金屋清富

- 「ここで逢えたなら」(初代テット&スカーラ 歌唱版■)
  - 作詞：村瀬潔
  - 作曲：リピート山中
  - 歌：小川時代、松山薫、小林ゆかり、成金屋清富
  - コーラスと台詞：小川時代、松山薫、小林ゆかり、成金屋清富

新テット&スカーラ(2017年 - 現在)
- 「テット&スカーラのテーマ(新)」(新テット&スカーラ版/2017年～現在)
  - 作詞・作曲・編曲：リピート山中
  - 歌：うちやえゆか

※上記の楽曲以外も「クリスマスイベント」、「グルメフェア(イタリア)」、など季節やイベント毎に応じた楽曲が製作された。
※「テット&スカーラのテーマ」「グルグルグルメ世界の旅」「ここで逢えたなら」(3曲共に初代歌唱版)は1998年 - 2002年まで通常グリーテイング時のバックミュージックとして使用され、「ハッピーバースデーソング」は土日祝日グリーテイングで使用された。
※上記楽曲のうち「■」印のみ500枚限定非売品SCD(No.KSB-000911)に収録され2000年に関係者に向けて頒布された。また、「■」印以外の楽曲は現在も一部未商品化である。

## 声の出演
- テット：小林ゆかり (1998年-2000年) → 松山薫 (2000年-2002年)
- スカーラ：小川時代 (1998年-2002年)
- ダッキー：小林ゆかり (2000年-2002年)
- ケイジー：成金屋清富 (2000年-2002年)

※テット役の声の出演は当初は小林ゆかりで後に松山薫に変更。ダッキーの登場後、ダッキーの声を小林ゆかりが担当した。

## 過去のショー/スタッフ
- 「テット&スカーラ 旅のうたショー」(※レギュラー初公演ショー/1999年春)
- 「テット&スカーラ 旅のうたコンサート2000春」(2000年春)
- 「テット&スカーラ 夏休みアドベンチャー」(2000年夏)
- 「テット&スカーラ マジカルアドベンチャー2000」(2000年秋)
- 「テット&スカーラのクリスマス ～サンタクロースがやってくる」(2000年冬)
- 「テット&スカーラ ミステリーアドベンチャー マスコット王国の伝説」(2001年春)
- 「テット&スカーラ 夏のコンサート 旅のうた」(2001年夏)
- 「テット&スカーラ JR西日本マナーキャンペーン2001」(2001年秋)
- 「テット&スカーラ 旅のうたコンサート(2002年版)」(※レギュラーショー最終公演/2002年5月)
- 構成・演出：南哲也、村瀬潔
- 音楽：リピート山中
- 歌唱・コーラス：松山薫、小川時代、小林ゆかり、成金屋清富
- 音響監督・ミキサー：小野寺博
- 音響制作：サウンド・ジャックプロダクション
- 制作協力：JR西日本、京都駅ビルサービス、オフィスマリス
- 企画・制作：JR西日本コミュニケーションズ・京都駅ビル開発

## 常設モニュメント(過去)
- 『遊ぼう！京都駅ビル スカーラ＆テット MUSIC STATION』のネームプレートを掲げた常設モニュメントが存在した。同モニュメントは1998年7月 - 2005年10月まで京都駅ビル4階「室町小路広場」に常設されていた。同モニュメントは朝9時 - 夜21時まで毎日稼働し、テーマ曲「テット&スカーラのテーマ」のオルゴール版が内臓PAスピーカーからエンドレスで流れ、15分毎に音楽が自動で切り替わり「テット&スカーラのテーマ」のインストルメンタルミュージック(ロック版アレンジ)が流れると共に、モニュメント内のテットとスカーラ二体の等身大フィギュア(立体フィギュア)が約60秒間動く仕組みで長年稼働し、京都駅と京都駅ビルを訪れた多くの一般客の「フォトスポット」(撮影スポット)としての役割も担った。
- 企画：京都駅ビル開発株式会社
- 製作：有限会社エル・アップ(井本勝紀)